# Вінницький Олег Васильович
Оле́г Васи́льович Ві́нницький — прапорщик, Державна прикордонна служба України.

## Життєпис
В мирний час проживає у місті Вінниця.
Брав участь у боях за Дебальцеве. В одному з боїв у лютому 2015-го знищили російський Т-72. Після бою 4 кілометри ніс зброю та набої поранених В'ячеслава Семенова та Віталія Гусака. При виході з Дебальцевого у складі групи на «Уралі» вів вогонь по терористах з борта машини, вийшли до Артемівська.

## Нагороди
За особисту мужність і героїзм, виявлені у захисті державного суверенітету та територіальної цілісності України, вірність військовій присязі під час російсько-української війни
- нагороджений орденом «За мужність» III ступеня (27.5.2015).